# Худолеев, Иван Николаевич
Иван Николаевич Худолеев (1875—1932) — русский актёр немого кино, сценарист, режиссёр, педагог.

## Биография
Родился 24 сентября 1875 года  в Москве.
Обучался в Московском реальном училище. В 1893 году окончил Императорское московское театральное училище (класс А. П. Ленского).
В 1893—1918 годах — актер и режиссёр Малого театра, в 1921—1923 годах — Нового театра (филиал Малого театра).
С 1916 года — актёр немого кино, с 1923 года — также и кинорежиссёр.
Педагог (преподавал в Московской Госкиношколе).
Умер 19 мая 1932 года.

## Творчество

### Фильмография

#### Актёр
- 1913 — Где правда? — врач
- 1916 — Бессильные и безрадостные — доктор Власов
- 1916 — Дело доктора Мореля — Морель
- 1916 — Завтра
- 1916 — Загадочный мир — Чибисов
- 1916 — Любовь среди декораций
- 1916 — Ради счастья — Зджарский
- 1916 — Чаша запретной любви — отец
- 1917 — Блуждающие огни
- 1917 — В золотой клетке
- 1917 — Женщина, которая изобрела любовь — Пассодонато, ростовщик, отец Антонеллы
- 1917 — Измена идеалу — Корнеев, фабрикант
- 1917 — Истерзанные души — граф Руцкий
- 1917 — Кто виноват?
- 1917 — На алтарь красоты — Виктор Руднев
- 1917 — Поединок любви
- 1917 — Почему я безумно люблю — Георгий Ляхов, аккомпаниатор
- 1917 — Столичный яд — князь Романи
- 1917 — Тобой казнённые — Борис
- 1917 — Человек-зверь — Рубо, муж Северины
- 1918 — В чаду опиума — доктор Ренодель
- 1918 — Живой труп — Афремов
- 1918 — Мещанская трагедия
- 1918 — Молчи, грусть… молчи… — Прахов, коммерсант
- 1918 — Мы сегодня расстались с тобой
- 1918 — Последнее танго — сэр Стон
- 1919 — Железная пята — эпизод
- 1923 — Дипломатическая тайна — Осман, глава оппозиции
- 1923 — Не пойман — не вор — Николо Орнано, банкир
- 1923 — Хозяин чёрных скал — Форсино Форбан, предводитель морских разбойников
- 1924 — Конец рода Лунич — граф Конрад Лунич, старик
- 1924 — Простые сердца — эпизод
- 1924 — Руки прочь — Павел Орлов, он же инженер Корпин, и Николай Орлов, он же Хиггинс
- 1924 — Слесарь и канцлер — император Нордландии
- 1924 — Часовня святого Иоанна — Иван Иванович Хрущёв, рыбопромышленник и судовладелец
- 1925 — В тылу у белых — полковник
- 1926 — Декабристы — Якоби, родственник Анненковых
- 1926 — Соперники — Джонсон
- 1926 — Тарас Шевченко — Николай I
- 1927 — Вторая жена — эпизод
- 1927 — Кастусь Калиновский — эпизод
- 1927 — Поэт и царь — Бенкендорф
- 1927 — Рейс мистера Ллойда — муж мадам
- 1928 — Ася — эпизод
- 1928 — Норд-Ост — Стэнтон
- 1928 — Сын рыбака — академик Шумахер
- 1928 — Третья жена муллы — Абдулла
- 1929 — До завтра — судья
- 1930 — Кавказский пленник — де Мариньяк
- 1931 — На льдине в океане — Переклюй

#### Режиссёр
- 1924 — Простые сердца
- 1927 — На рельсах

#### Сценарист
- 1924 — Простые сердца

## Память
- В РГАЛИ хранится фотография И. Н. Худолеева[2].